# Kuchmistrz wielki litewski
Kuchmistrz wielki litewski (łac. magister culinae Magni Ducatus Lithuaniae) – urząd dworski Wielkiego Księstwa Litewskiego I Rzeczypospolitej.
Do jego kompetencji należał zarząd kuchni wielkiego księcia. Pod jego opieką pozostawał sprzęt kuchenny. W czasie uczt asystował władcy, zapowiadając podawane potrawy.